# Sicsiacsuang–Tajjüan nagysebességű vasútvonal
A Sicsiacsuang–Tajjüan nagysebességű vasútvonal (egyszerűsített kínai írással: 石太客运专线; tradicionális kínai írással: 石太客運專線; pinjin: Shí-Tài Kèyùn Zhuān Xiàn) egy 190 km hosszú, kétvágányú, 25 kV 50 Hz-cel villamosított nagysebességű vasútvonal Kínában Sicsiacsuang és Tajjüan között. Maximális sebessége a vonatoknak 250 km/h. A vonal 2009. április 1-én nyílt meg, egyszerre a Hofej–Vuhan nagysebességű vasútvonallal. A vonal keresztezi a Tajhang hegységet is, itt épült Kína leghosszabb vasúti alagútja, mely 28 km hosszú. A vasútvonal része a Tajjüan–Csingtao nagysebességű vasútvonalnak.